# Nedjen
Nedjen war ein altägyptischer Beamter in der frühen 2. Dynastie. Welchen Königen er genau diente, ist unbekannt.

## Belege
Aus Helwan oder Sakkara stammt eine Kalksteinstele, auf der Nedjen als Verstorbener an einem Opfertisch sitzend dargestellt ist. Er trägt ein hautenges Gewand, das an seiner Schulter zusammengeknotet ist. Der Inschrift zufolge trug Nedjen den Titel eines „genuti“ („Bildhauer“). Sein Grab ist unbekannt.